# Myrtus College
Het Christelijk Myrtus College was een school voor HAVO en Atheneum in Apeldoorn. De school stamt uit 1968 en was bedoeld als tijdelijke dependance van het Christelijk Lyceum Apeldoorn. De uit hout opgetrokken (nood)gebouwen hebben echter dienst gedaan tot 1988, toen de school fuseerde met de Dr. J.Th. Visserschool (de Visser-mavo) in de nieuwe scholengemeenschap De Heemgaard.
De schoolkrant "De Voelhoorn" won op 22 mei 1981 de prijs voor de beste schoolkrant van Nederland, samen met de "Mik Mak" van de Christelijke MAVO in Breukelen.
Het Myrtus College was gevestigd aan de Talingweg 171, achter de Albert Heijn in Apeldoorn Zuid. Nadat de school in 1988 is gesloopt, is op dit terrein een nieuwbouwwijk gerealiseerd.

## Bekende oud-leerling
- Eppo Bruins (1987) - voormalig Tweede Kamerlid voor de ChristenUnie

Aventurijn · Christelijk Lyceum Apeldoorn · Edison College · Gymnasium Apeldoorn · De Heemgaard · Jacobus Fruytier Scholengemeenschap · Koninklijke Scholengemeenschap · OSCAR · Praktijkschool Apeldoorn · Sprengeloo · Veluws College